# Eleições municipais na França em 2020
As eleições municipais francesas de 2020 devem ocorreram nos dias 15 e 22 de março de 2020, a fim de prosseguir com a renovação dos conselhos municipais das comunas francesas.

## Contexto
Nas eleições municipais de 2014, a direita parlamentar venceu na maioria das comunas em detrimento da esquerda, enquanto a extrema direita conquistou 14 comunas, incluindo Hénin-Beaumont no primeiro turno de votação. O Partido Comunista Francês resistiu em alguns de seus bastiões, principalmente em Seine-Saint-Denis, enquanto os ecologistas conquistaram uma única cidade com mais de 100.000 habitantes, em Grenoble.
Desde a eleição presidencial de 2017, o cenário político francês foi fortemente modificado pela chegada de Emmanuel Macron. Seu partido, A República Em Marchaǃ, enfraqueceu os partidos de governos no poder desde 1958, incluindo o Partido Socialista e Os Republicanos.
Pela primeira vez desde 1995, um número significativo de prefeitos desiste de se candidatar. Entre os muitos prefeitos desistentes que não concorrerão incluem Jean-Claude Gaudin, eleito pela primeira vez prefeito de Marselha em 1995.

## Regras

### Datas
Em 16 de julho de 2019, o Ministério do Interior anunciou que as eleições serão realizadas nos dias 15 e 22 de março de 2020.

### Métodos de votação
O método de votação depende do tamanho da comuna:
- Votação por maioria plurinominal com lista aberta e mistura para comunas com menos de 1000 habitantes;
- Votação plurinominal proporcional com maioria, para municípios mais populosos.

| Nº de habitantes        | < 100    | < 500    | < 1 500   | < 2 500   | < 3 500   | < 5 000   | < 10 000  | < 20 000  | < 30 000 | < 40 000 | < 50 000 |
| ----------------------- | -------- | -------- | --------- | --------- | --------- | --------- | --------- | --------- | -------- | -------- | -------- |
| Conselheiros municipais | 7        | 11       | 15        | 19        | 23        | 27        | 29        | 33        | 35       | 39       | 43       |
| Número de habitantes    | < 60 000 | < 80 000 | < 100 000 | < 150 000 | < 200 000 | < 250 000 | < 300 000 | > 300 000 | Lyon     | Marselha | Paris    |
| Conselheiros municipais | 45       | 49       | 53        | 55        | 59        | 61        | 65        | 69        | 73       | 101      | 163      |

#### Comunas com menos de 1.000 habitantes
A eleição dos conselheiros municipais é realizada por um sistema plurinominal, com duas rodadas:
- no primeiro turno, os candidatos são eleitos se obtiverem a maioria absoluta dos votos expressos e o voto de pelo menos um quarto dos eleitores registrados;
- caso contrário, é organizada um segundo turno, na qual a maioria relativa é suficiente. Se vários candidatos obtiverem o mesmo número de votos, a eleição será vencida pelo mais velho quando todos não poderão ser eleitos em vista do número de vagas a serem preenchidas.[10]

Desde a reforma de 17 de maio de 2013, a declaração de candidatura em prefeitura ou subprefeitura é obrigatória. Candidaturas isoladas e listas incompletas são permitidas, e não se pode eleger a menos que se tenha aplicado anteriormente<ref«Artigo L257 do Código Eleitoral». Légifrance (em francês). 23 de março de 2014</ref>. Os votos são contados individualmente e a mistura é permitida: os eleitores têm o direito de não respeitar as listas de candidatos, votando em candidatos de diferentes listas.

#### Comunas com 1.000 habitantes ou mais
Nas comunas com mais de 1.000 habitantes, a eleição dos conselheiros municipais ocorre de acordo com uma lista de dois turnos com representação proporcional: os candidatos se apresentam em listas completas com a possibilidade de dois candidatos adicionais. Durante a votação, a ordem de apresentação das listas não pode ser adicionada, excluída ou modificada.
A eleição pode ser limitada a um turno no caso de maioria absoluta, ou dar origem a um segundo turno, caso em que:
- as listas que obtiveram pelo menos 10% dos votos expressos podem participar;
- os candidatos de uma lista que obteve mais de 5%, sem poder manter-se como tal, podem se juntar a outra lista,[14] o que pode levar a modificar a ordem de apresentação dos candidatos.

As eleições municipais de comunas com mais de 1.000 habitantes constituem um sistema majoritário com uma dose proporcional: primeiro, metade (arredondado, se necessário, para o próximo número inteiro) dos assentos a serem preenchidos na lista com mais votos no primeiro turno ou, se aplicável, no segundo turno; os outros assentos estão distribuídos entre todas as listas da última votação, tendo recebido mais de 5% dos votos válidos (incluindo a maioria) e representação proporcional na média mais alta.

#### Regras especiais de Paris, Marselha e Lyon
Nas três comunas francesas mais populosas, a eleição é por setor eleitoral, seguindo as mesmas regras das comunas com mais de 1.000 habitantes. Esses setores correspondem aos distritos de Paris e Lyon, enquanto em Marselha, cada um dos 8 setores inclui dois distritos. Os conselheiros da cidade também são eleitos.

#### Intercomunidades
Os delegados de uma comuna dentro do conselho das comunidades de comunas, comunidades urbanas, comunidades urbanas e metrópoles são eleitos durante as eleições municipais.
Cada comuna é representada no conselho da comunidade por vários representantes, levando em consideração sua população, eleita da seguinte forma:
- comuna com menos de 1.000 habitantes: os representantes da comuna no conselho da comunidade são os membros do conselho municipal designado na ordem do conselho (prefeito, depois prefeitos-assistentes e depois conselheiros municipais);[16]
- comuna com mais de 1.000 habitantes: os conselheiros comunitários são eleitos ao mesmo tempo que os conselheiros. Em uma única votação, deve constar a lista de candidatos ao conselho municipal e a dos candidatos ao conselho da comunidade (votação).[17] Os representantes das comunas no EPCI sem tributação própria (sindicato intercomunitário de finalidade única, sindicato intercomunitário de múltiplos propósitos, sindicato misto) continuam a ser eleitos por cada um dos conselhos municipais envolvidos, como foi o caso antes de 2014 para todas as intercomunitárias.

## Campanha

### Partidos políticos
Os movimentos Génération.s e A República Em Marchaǃ, França Insubmissa e Movimento Radical, resultante de uma cisão do Partido Socialista, de um lado uma união entre os três últimos ou reunificação entre o Partido Radical e o Partido Radical de Esquerda (que mais tarde recuperou sua independência), que também se dividiu em duas, apresentou listas pela primeira vez nas eleições municipais. O partido Agir, resultante de uma divisão dos republicanos, e Os Patriotas, resultante de uma divisão do Reagrupamento Nacional  também estão concorrendo às eleições municipais pela primeira vez.

## Comunas com mais de 100.000 habitantes
| Comunas              | 2014-2020 | 2014-2020                   | 2014-2020      | 2014-2020 | 2020-2026 | 2020-2026                    | 2020-2026      | 2020-2026 |
| -------------------- | --------- | --------------------------- | -------------- | --------- | --------- | ---------------------------- | -------------- | --------- |
| Aix-en-Provence      |           | Os Republicanos             | 52,61 / 100,00 | 42 / 55   |           | Os Republicanos              | 43,53 / 100,00 | 40 / 55   |
| Amiens               |           | UDI                         | 50,39 / 100,00 | 42 / 55   |           | UDI                          | 45,49 / 100,00 | 40 / 55   |
| Angers               |           | Os Republicanos             | 54,36 / 100,00 | 43 / 55   |           | Direita Diversa              | 57,82 / 100,00 | 49 / 59   |
| Annecy               |           | UDI                         | 45,10 / 100,00 | 47 / 63   |           | Europa Ecologia - Os Verdes  | 44,74 / 100,00 | 51 / 69   |
| Argenteuil           |           | Os Republicanos             | 50,31 / 100,00 | 42 / 55   |           | Os Republicanos              | 45,36 / 100,00 | 40 / 55   |
| Besançon             |           | Partido Socialista          | 47,38 / 100,00 | 41 / 55   |           | Europa Ecologia - Os Verdes  | 43,83 / 100,00 | 40 / 55   |
| Bordeaux             |           | Os Republicanos             | 60,95 / 100,00 | 52 / 61   |           | Europa Ecologia - Os Verdes  | 46,48 / 100,00 | 48 / 65   |
| Boulogne-Billancourt |           | Os Republicanos             | 57,84 / 100,00 | 44 / 55   |           | Os Republicanos              | 56,05 / 100,00 | 45 / 55   |
| Brest                |           | Partido Socialista          | 52,71 / 100,00 | 42 / 55   |           | Partido Socialista           | 49,69 / 100,00 | 42 / 55   |
| Caen                 |           | Os Republicanos             | 57,03 / 100,00 | 43 / 55   |           | Os Republicanos              | 50,79 / 100,00 | 43 / 55   |
| Clermont-Ferrand     |           | Partido Socialista          | 47,82 / 100,00 | 41 / 55   |           | Partido Socialista           | 48,41 / 100,00 | 41 / 55   |
| Dijon                |           | Partido Socialista          | 52,84 / 100,00 | 46 / 59   |           | Partido Socialista           | 43,51 / 100,00 | 43 / 59   |
| Grenoble             |           | Europa Ecologia - Os Verdes | 40,02 / 100,00 | 42 / 59   |           | Europa Ecologia - Os Verdes  | 53,13 / 100,00 | 46 / 59   |
| Le Havre             |           | Os Republicanos             | 52,04 / 100,00 | 45 / 59   |           | Em Marcha!                   | 58,83 / 100,00 | 47 / 59   |
| Le Mans              |           | Partido Socialista          | 45,74 / 100,00 | 40 / 55   |           | Partido Socialista           | 63,14 / 100,00 | 45 / 55   |
| Lille                |           | Partido Socialista          | 52,05 / 100,00 | 47 / 61   |           | Partido Socialista           | 40,00 / 100,00 | 43 / 61   |
| Limoges              |           | Os Republicanos             | 45,07 / 100,00 | 40 / 55   |           | Os Republicanos              | 58,96 / 100,00 | 44 / 55   |
| Lyon                 |           | Partido Socialista          | 50,64 / 100,00 | 48 / 73   |           | Europa Ecologia - Os Verdes  | 52,40 / 100,00 | 51 / 73   |
| Marselha             |           | Os Republicanos             | 42,39 / 100,00 | 61 / 101  |           | Esquerda Diversa             | 38,28 / 100,00 | 42 / 101  |
| Metz                 |           | Partido Socialista          | 43,22 / 100,00 | 40 / 55   |           | Os Republicanos              | 45,13 / 100,00 | 40 / 55   |
| Montpellier          |           | Esquerda Diversa            | 37,54 / 100,00 | 45 / 65   |           | Partido Socialista           | 47,22 / 100,00 | 48 / 65   |
| Montreuil            |           | Partido Comunista Francês   | 37,06 / 100,00 | 38 / 55   |           | Partido Comunista Francês    | 51,34 / 100,00 | 46 / 55   |
| Mulhouse             |           | Os Republicanos             | 45,77 / 100,00 | 41 / 55   |           | Os Republicanos              | 38,60 / 100,00 | 39 / 55   |
| Nancy                |           | Os Republicanos             | 52,91 / 100,00 | 42 / 55   |           | Partido Socialista           | 54,53 / 100,00 | 43 / 55   |
| Nantes               |           | Partido Socialista          | 56,21 / 100,00 | 51 / 65   |           | Partido Socialista           | 59,67 / 100,00 | 56 / 69   |
| Nice                 |           | Os Republicanos             | 48,61 / 100,00 | 52 / 69   |           | Os Republicanos              | 59,30 / 100,00 | 56 / 69   |
| Nîmes                |           | Os Republicanos             | 46,80 / 100,00 | 41 / 55   |           | Os Republicanos              | 41,96 / 100,00 | 42 / 59   |
| Orleães              |           | Os Republicanos             | 53,65 / 100,00 | 44 / 55   |           | Os Republicanos              | 40,29 / 100,00 | 39 / 55   |
| Paris                |           | Partido Socialista          | 53,33 / 100,00 | 91 / 163  |           | Partido Socialista           | 48,49 / 100,00 | 81 / 163  |
| Perpignan            |           | Os Republicanos             | 55,11 / 100,00 | 43 / 55   |           | Reagrupamento Nacional       | 53,09 / 100,00 | 42 / 55   |
| Reims                |           | Os Republicanos             | 46,19 / 100,00 | 44 / 59   |           | Os Republicanos              | 66,32 / 100,00 | 53 / 59   |
| Rennes               |           | Partido Socialista          | 55,83 / 100,00 | 48 / 61   |           | Partido Socialista           | 65,35 / 100,00 | 51 / 61   |
| Rouen                |           | Partido Socialista          | 46,80 / 100,00 | 41 / 55   |           | Partido Socialista           | 67,12 / 100,00 | 46 / 55   |
| Saint-Denis          |           | Partido Socialista          | 56,70 / 100,00 | 43 / 55   |           | Partido Socialista           | 58,89 / 100,00 | 44 / 55   |
| Saint-Denis          |           | Partido Comunista Francês   | 50,49 / 100,00 | 42 / 55   |           | Partido Socialista           | 59,04 / 100,00 | 44 / 55   |
| Saint-Étienne        |           | Os Republicanos             | 47,70 / 100,00 | 44 / 59   |           | Os Republicanos              | 58,91 / 100,00 | 47 / 59   |
| Saint-Paul           |           | Os Republicanos             | 53,59 / 100,00 | 43 / 55   |           | Partido Comunista de Reunião | 61,65 / 100,00 | 45 / 55   |
| Strasbourg           |           | Partido Socialista          | 46,96 / 100,00 | 48 / 65   |           | Europa Ecologia - Os Verdes  | 41,70 / 100,00 | 47 / 65   |
| Toulon               |           | Os Republicanos             | 59,26 / 100,00 | 50 / 59   |           | Os Republicanos              | 61,39 / 100,00 | 50 / 59   |
| Toulouse             |           | Os Republicanos             | 52,06 / 100,00 | 53 / 69   |           | Os Republicanos              | 51,98 / 100,00 | 53 / 69   |
| Tours                |           | Os Republicanos             | 49,75 / 100,00 | 42 / 55   |           | Europa Ecologia - Os Verdes  | 54,94 / 100,00 | 43 / 55   |
| Villeurbanne         |           | Partido Socialista          | 45,46 / 100,00 | 41 / 55   |           | Partido Socialista           | 70,37 / 100,00 | 47 / 55   |